# Aphanistes nocturnus
Aphanistes nocturnus là một loài tò vò trong họ Ichneumonidae.